# اوپل کومبو
اوپل کومبو (انگلیسی: Opel Combo) یک خودروی مینی ون سایز کوچک است که از سال ۱۹۸۶ تا کنون تولید می‌شود. این خودرو مخصوص بازار ترکیه است.